# Casa de Velázquez de Cuéllar
La casa de Velázquez de Cuéllar fue una casa nobiliaria del Reino de Castilla, que tiene sus orígenes en la villa segoviana de Cuéllar, siendo cabeza del linaje Pedro González Dávila (perteneciente a la Casa de Dávila), repoblador de Ávila, quien tuvo en tenencia la villa de Cuéllar a principios del siglo XIV, por el infante Don Juan Manuel, siendo su mujer Elvira Blázquez, señora del barrio de San Esteban de Cuéllar.
A lo largo de la historia han sido numerosos los caballeros que pertenecientes a la casa han destacado en la Historia de España de una u otra manera en diferentes campos, siendo de los más conocidos Diego Velázquez de Cuéllar, conquistador, adelantado y primer gobernador de la isla de Cuba, o Juan Velázquez de Cuéllar, contador mayor de Castilla, gran privado de los Reyes Católicos, cuya amplia descendencia entroncó con las casas principales del Reino de Castilla, y que junto a su mujer, María de Velasco (sobrina del Condestable de Castilla) educaron a San Ignacio de Loyola.
Su primitiva casa solar fue el Palacio de los Velázquez o Casa de la Torre, en origen románico del siglo XIII, y denominado en la actualidad Palacio del rey don Pedro I (BIC), por haber celebrado Pedro I de Castilla su banquete de bodas con Juana de Castro en el edificio, tras casarse con ella en la iglesia de San Martín de la villa en la primavera de 1354.
Para diferenciarse unas ramas de otras surgidas de la misma casa, sus titulares crearon nuevas ramas, incluyendo al linaje inicial, el de Velázquez, los apellidos de sus cónyuges, dando lugar, entre otras muchas, a las familias de Velázquez de Atienza, Velázquez de Bazán, Velázquez de Figueroa, Velázquez-Gaztelu, Velázquez de Lugo, Velázquez de Medinilla, Velázquez de Medrano, Velázquez del Puerco, Velázquez San Román, Velázquez de Velasco o Velázquez de Vellosillo.